# 3 Ninjas Kick Back
3 Ninjas Kick Back é um filme norte-americano do gênero comédia e ação de 1994 do diretor Charles T. Kanganis, sendo o segundo de uma série de quatro filmes intitulada 3 Ninjas e protagonizada por três jovens irmãos dedicados ao estudo das artes marciais.

## Elenco
- Victor Wong: Grand-père Mori Shintaro
- Max Elliott Slade: Jeffrey "Mustang Colt" Douglas
- Sean Fox: Samuel "Rocky" Douglas Jr.
- J. Evan Bonifant: Michael "Ram Dam" Douglas
- Caroline Junko King: Miyo
- Dustin Nguyen: Glam
- Alan McRae: Samuel Douglas Sr.
- Margarita Franco: Jessica Shintaro-Douglas
- Angelo Tiffe: Slam
- Sab Shimono: Koga
- Don Stark: Umpire
- Kellye Nakahara: L'infirmière Hino
- Joey Travolta: Le coach des Mustang
- Masashi "Killer Khan" Ozawa: Ishikawa